# Beskopokojnoe chozjajstvo
Beskopokojnoe chozjajstvo (Беспокойное хозяйство) è un film del 1946 diretto da Michail Ivanovič Žarov.